# Mocárabe

Mocárabes decorativos en la entrada en iwán al Santuario de Fátima Masumehin atabki sahn, Qom, Irán.

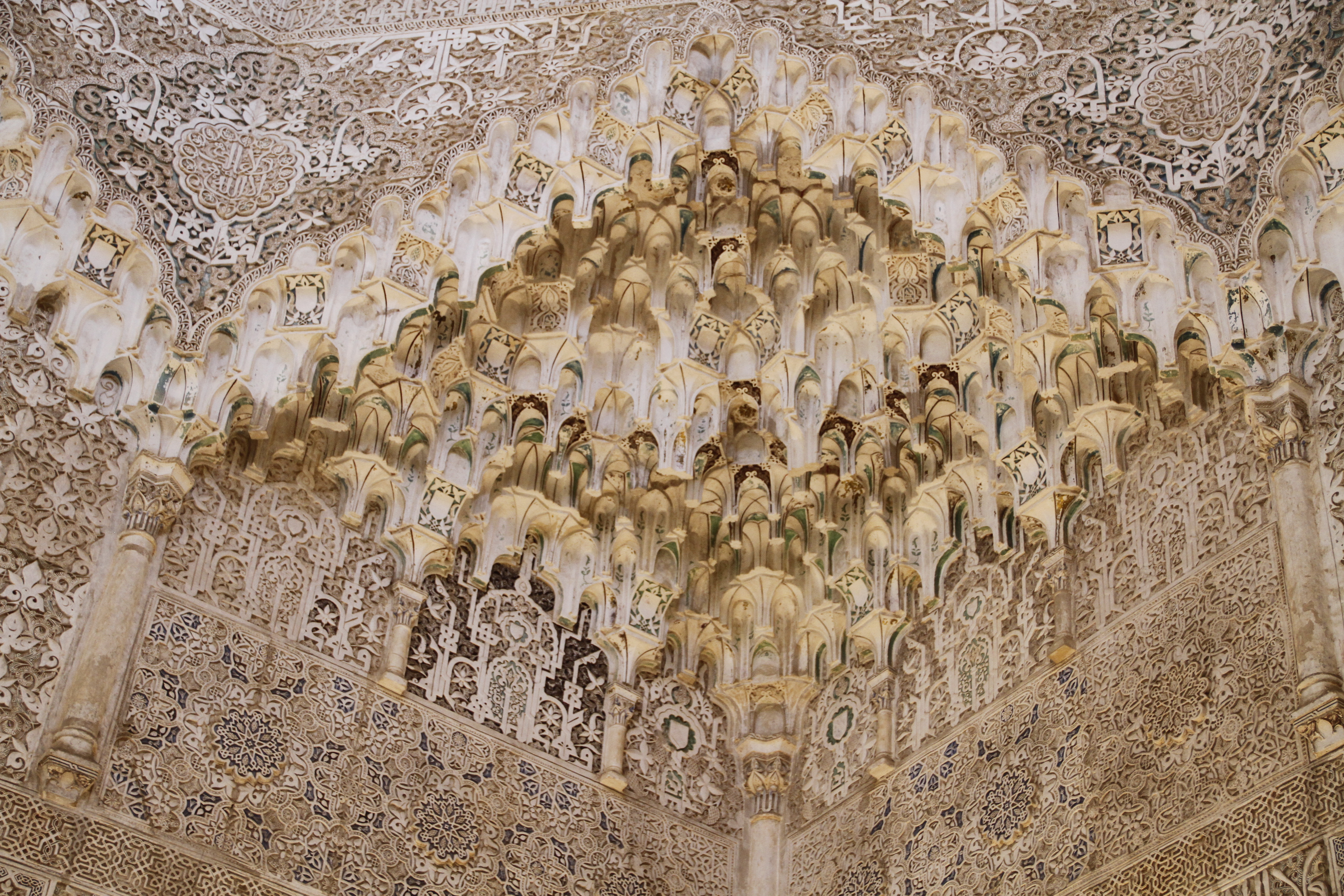
Techumbre de mocárabes en la Sala de las Dos Hermanas, Alhambra, Granada.

Un mocárabe (palabra proveniente del árabe muqarnas,مقرنص, también denominado almocárabe o almocarbe, y en persa como ahupāy,  آهوپای) es una forma de bóveda ornamentada en la arquitectura islámica, también conocida como "bóveda en panal". Es un elemento arquitectónico decorativo a base de yeso o madera formando prismas yuxtapuestos y colgantes. Suelen disponerse revistiendo las cúpulas o el intradós de los arcos. De manera simbólica representan la Creación.

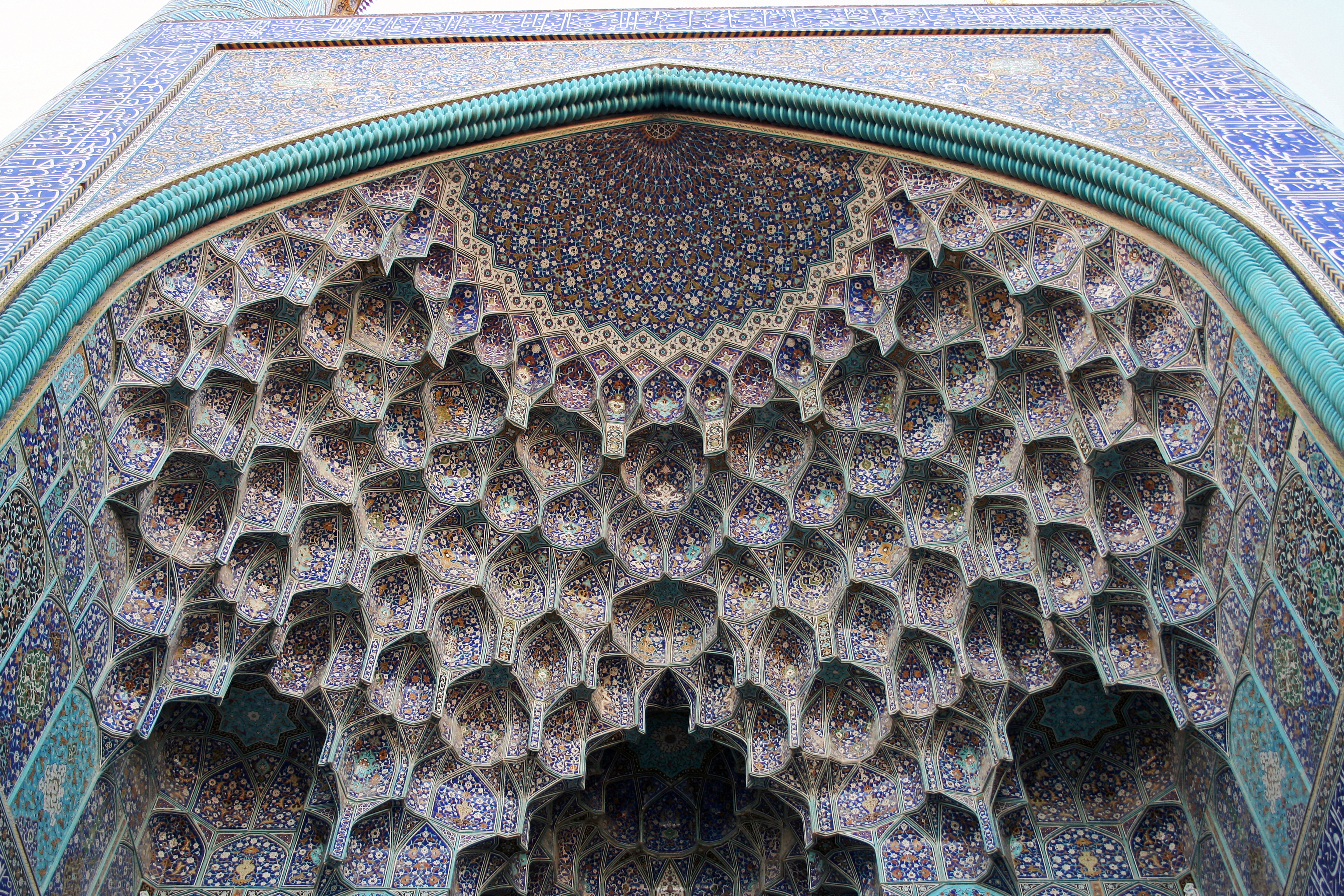
Mocárabes decorativos en la entrada en iwán a la Mezquita del sah in Isfahán, Irán.

## Etimología
La palabra proviene del idioma árabe «muqarnas» a través de mocarbe, que dio, por confusión con el etnónimo «árabe», mocárabe. Muqarnas, probablemente, deriva del griego «korōnis» que significa «curvado». Se especula también con una etimología a partir del árabe «qarnasi», que significa "trabajo intrincado", pero es posible que esta palabra también proceda de «korōnis» .

## Estructura

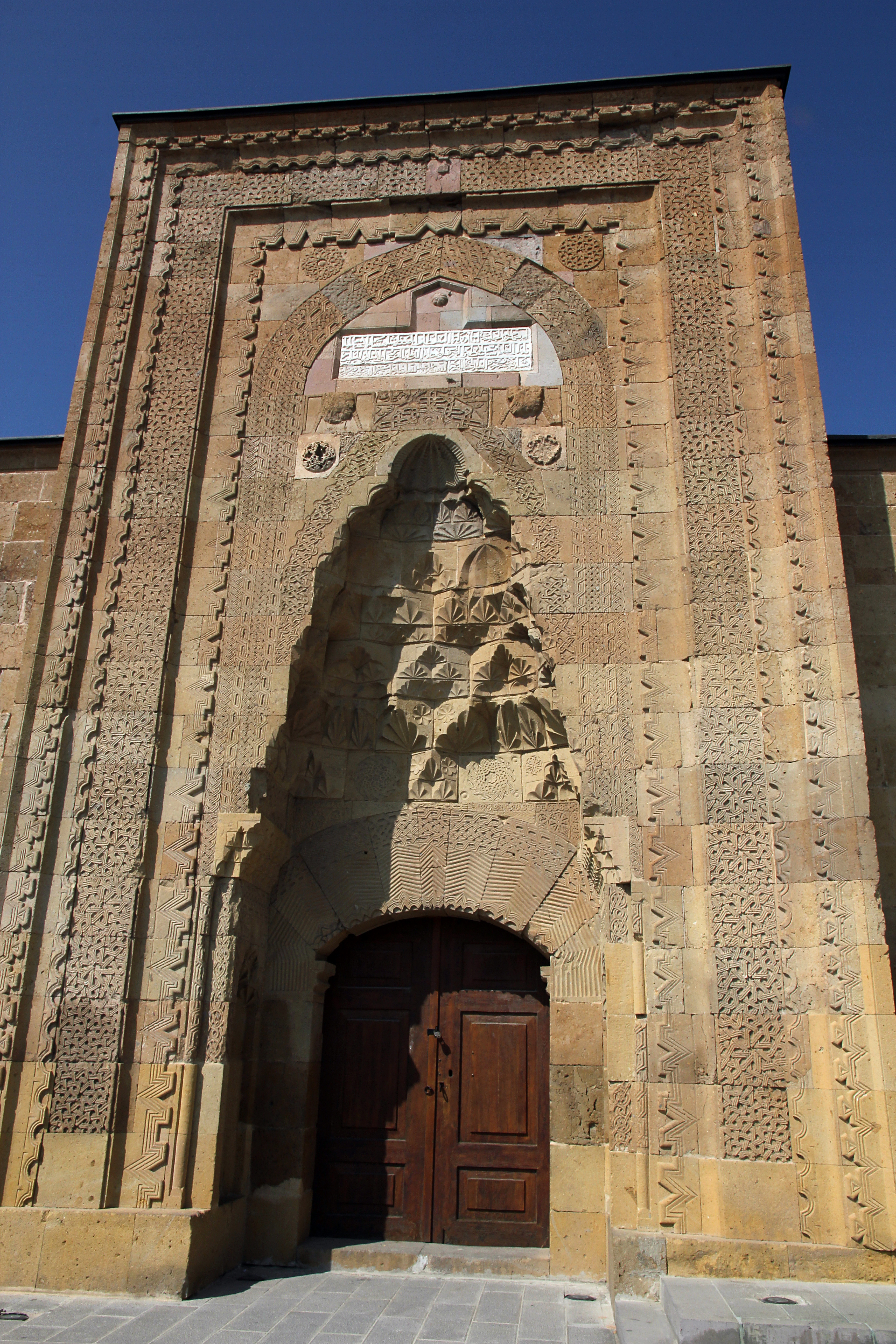
Portal de la mezquita de Niğde Alaaddin, Turquía

Es la forma típica de la arquitectura clásica de las culturas islámicas, como parte integral en su decoración, se originó a partir de las trompas con el propósito de crear una zona de transición suave y decorativa en un espacio estructural que, de otra manera, aparecería despojado. Esta estructura permite distinguir entre las partes principales de un edificio y sirve como una transición entre las paredes de una habitación y el techo abovedado. La forma más distintiva de los mocárabes es la estructura en panal, a menudo intrincada y de una complejidad similar a la de los fractales. Las celdas individuales se llaman alvéolos.  
Los mocárabes aparecen en cúpulas, entradas con semi-cúpulas, pechinas, cornisas, iwanes y ábsides. A menudo adornan el mihrab de una mezquita. Pueden tener una función exclusivamente ornamental o servir como estructuras de soporte; sus formas más antiguas, que aparecen en Mesopotamia, eran principalmente estructurales; desde comienzos del siglo XII se volvieron principalmente decorativos. Sus dos tipos principales son el estilo levantino, también típico del Magreb, compuesto por una serie de proyecciones triangulares descendentes, y el estilo iraní, compuesto por niveles de segmentos conectados.
Los diseños de los mocárabes pueden variar desde patrones aparentemente simples, pero intrincados,  hasta combinaciones complejas que unen elementos geométricos con tradiciones artísticas locales. La estructura de mocárabes en Persia y el Levante posee un estilo más uniforme, mientras que los occidentales son, por lo general, más intrincados porque tienden a no tener un conjunto estándar de regulaciones con respecto a su composición. En ocasiones son usados, aplicando el fenómeno de la pareidolia, para crear ingresos escenográficos, como en las entradas de la Gran Mezquita y Hospital de Divriği, Turquía, y en la mezquita de Aladdin en Niğde, Turquía.

## Construcción
Los mocárabes se realizan en ladrillo, piedra o madera, revestidos de estuco, yeso o azulejos. Esto varía  según la región en la que se encuentren. En Siria, Egipto y Turquía, los mocárabes se construyen con piedra. En el norte de África, normalmente se construyen con yeso y madera, y en Irán e Irak, la cúpula de los mocárabes se construye con ladrillos cubiertos de yeso o arcilla cerámica.

## Historia
Esta decoración, de origen oriental, fue muy usada por los almorávides, quienes la difundieron en el Magreb. En al Ándalus fue introducida por los almohades, por lo que no está presente en construcciones anteriores al siglo XII.  Fueron profusamente empleados en el arte nazarí, así como en el arte mudéjar y,más tarde, como elemento típico del neomudéjar. 
Hay magníficos ejemplos de mocárabes en el Real Alcázar de Sevilla y en la Alhambra de Granada, así como en dos artesonados del castillo de Belmonte (Cuenca) y en el castillo normando de Roger II de Sicilia (Italia).
Varios reyes de la Corona de Castilla fueron enterrados inicialmente bajo una cúpula de mocárabes, entre ellos Enrique II, Enrique III e Isabel la Católica, antes de ser trasladada al Panteón Real de la Catedral de Granada.